# Мербуш
Мербуш (нем. Meerbusch) — город в Германии, в земле Северный Рейн-Вестфалия.
Подчинён административному округу Дюссельдорф. Входит в состав района Рейн-Нойс.  Население составляет 54,2 тыс. человек (2009); в 2000 г. — 55,0 тысяч. Занимает площадь 64,37 км². Официальный код  —  05 1 62 022.

## География

### Географическое положение
Мербуш расположен на левом берегу Рейна напротив северной части Дюссельдорфа. Территория находится вне важных железнодорожных магистралей. С севера на юг городская территория пересекается автобаном А57, а с запада на восток автобаном А44, что делает внешние связи в целом замкнутого региона более интенсивными. На Рейне в Мербуше отсутствуют причалы и порты, что лишает город возможности пользоваться дешёвым речным транспортом.

### Соседние территории
С Мербушем имеют общие границы следующие городские общины (перечисление против часовой стрелки): Дюссельдорф, Дуйсбург, Крефельд, Виллих, Карст, Нойс.

### Административное устройство
Современную территорию города образовали восемь ранее независимых общин, ставших административными районами.
| Названия районов города               | Площадь (в га) | Численность населения | Плотность населения (чел/кв. км.) |
| ------------------------------------- | -------------- | --------------------- | --------------------------------- |
| Бюдерих (Büderich)                    | 1 706          | 21 594                | 1 266                             |
| Ильверих (Ilverich)                   | 644            | 656                   | 102                               |
| Лангст-Кирст (Langst-Kierst)          | 355            | 1 001                 | 282                               |
| Ланк-Латум (Lank-Latum)               | 685            | 9 745                 | 1 423                             |
| Нирст (Nierst)                        | 722            | 1 391                 | 193                               |
| Оссум-Бёзингховен (Ossum-Bösinghoven) | 503            | 2 252                 | 448                               |
| Остерат (Osterath)                    | 1 202          | 12 592                | 1 048                             |
| Штрюмп (Strümp)                       | 620            | 6 009                 | 102                               |
| Всего в Мербуше                       | 6 437          | 55 240                | 858                               |

## Достопримечательности
- Чудотворный образ Богородицы «Дева Мария в горести». Находится в  часовне Нидердонк (городская часть Бюдерих).

## Фотографии восьми районов города

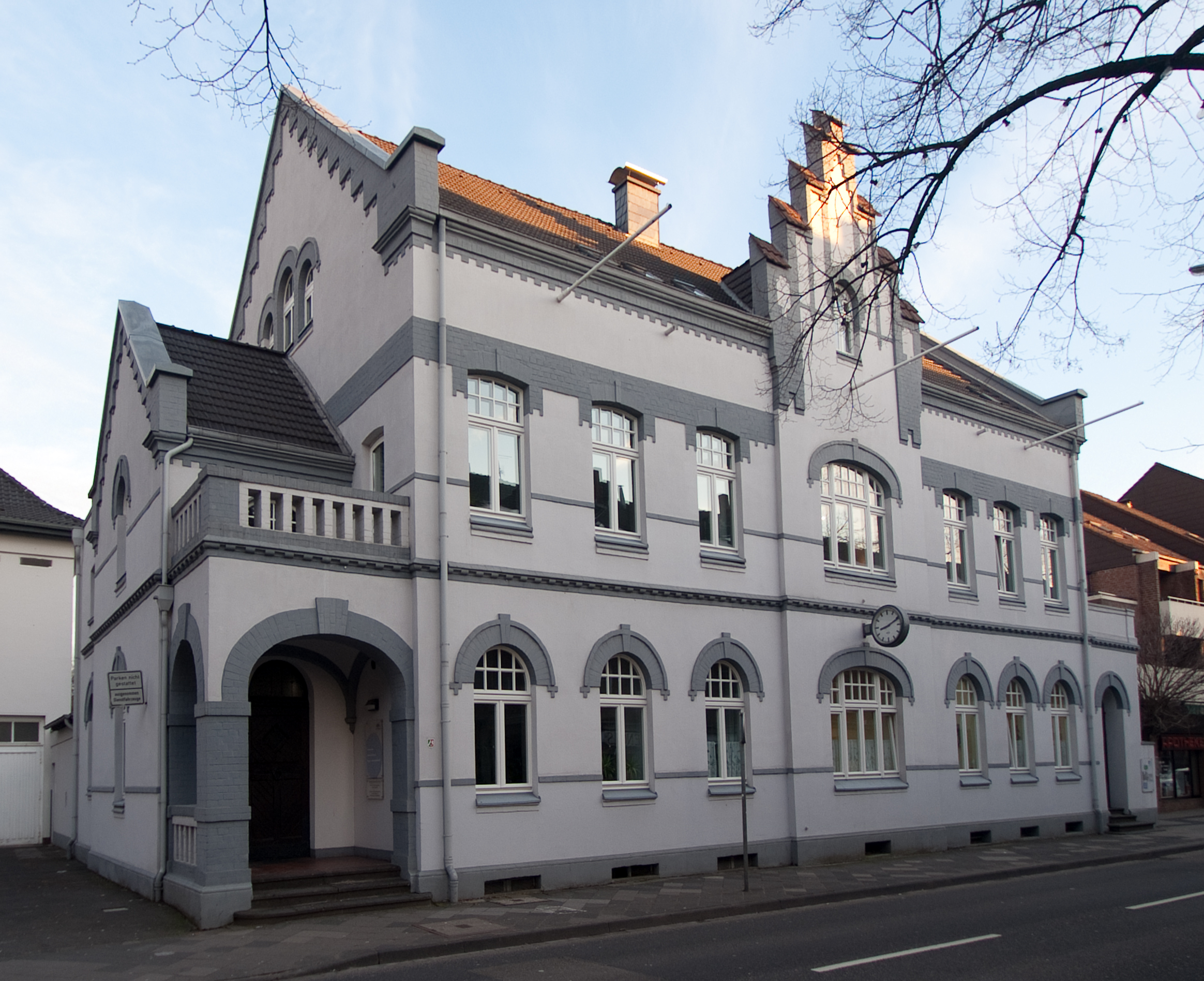
Ратхаус Мербуша, Бюдерих
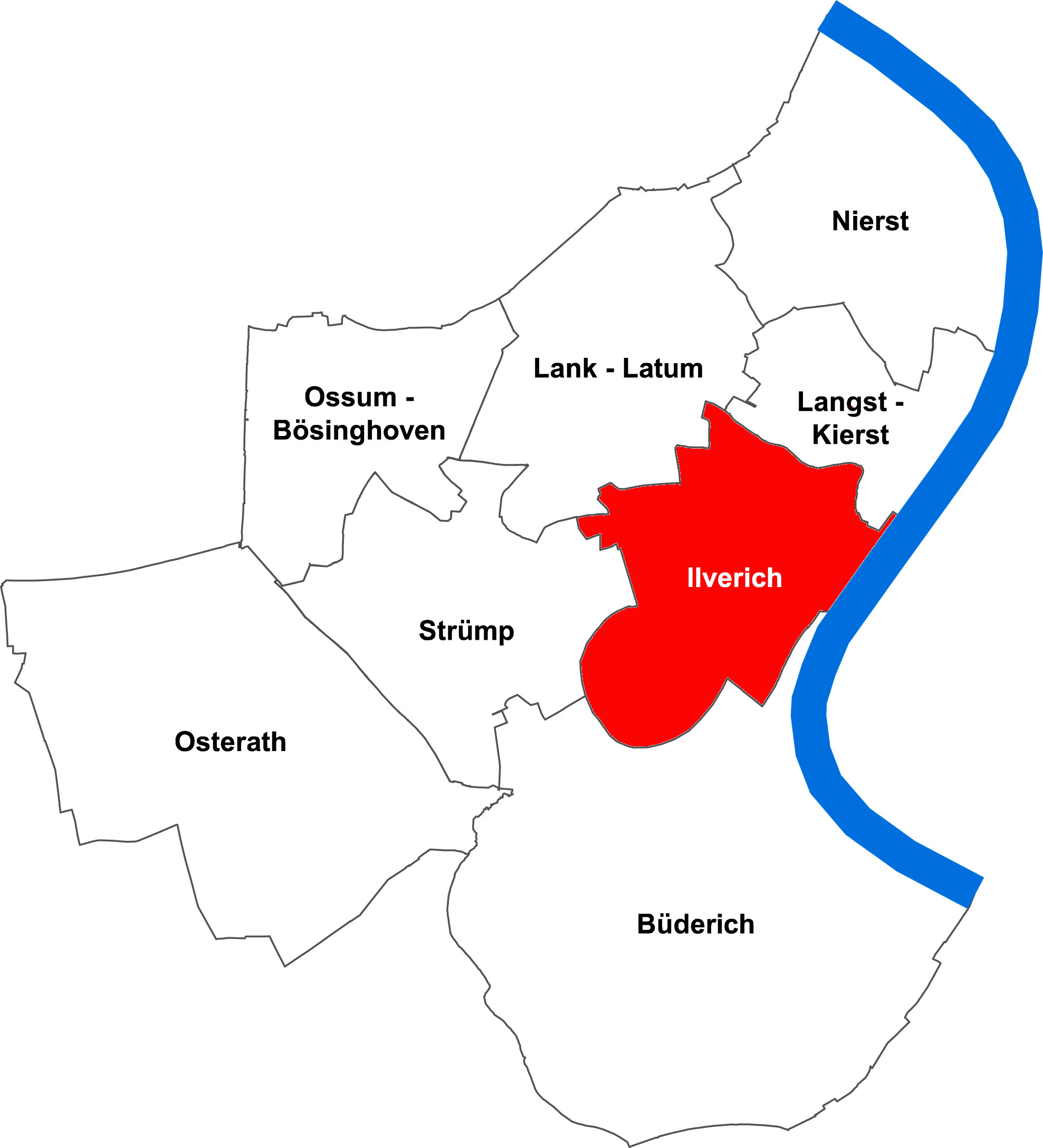
Ильверих на карте города, Ильверих
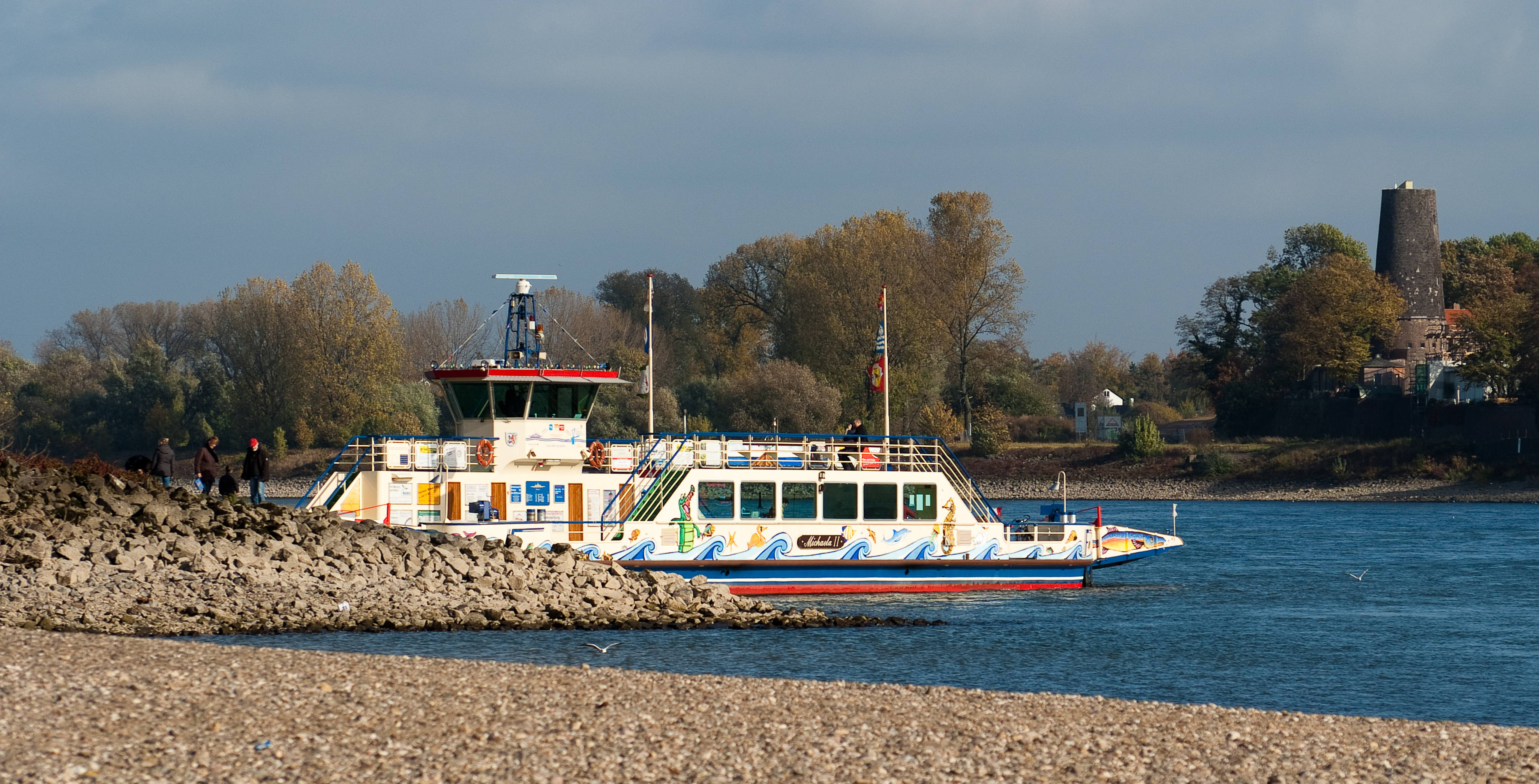
Паромная переправа, Рейн, Лангст-Кирст
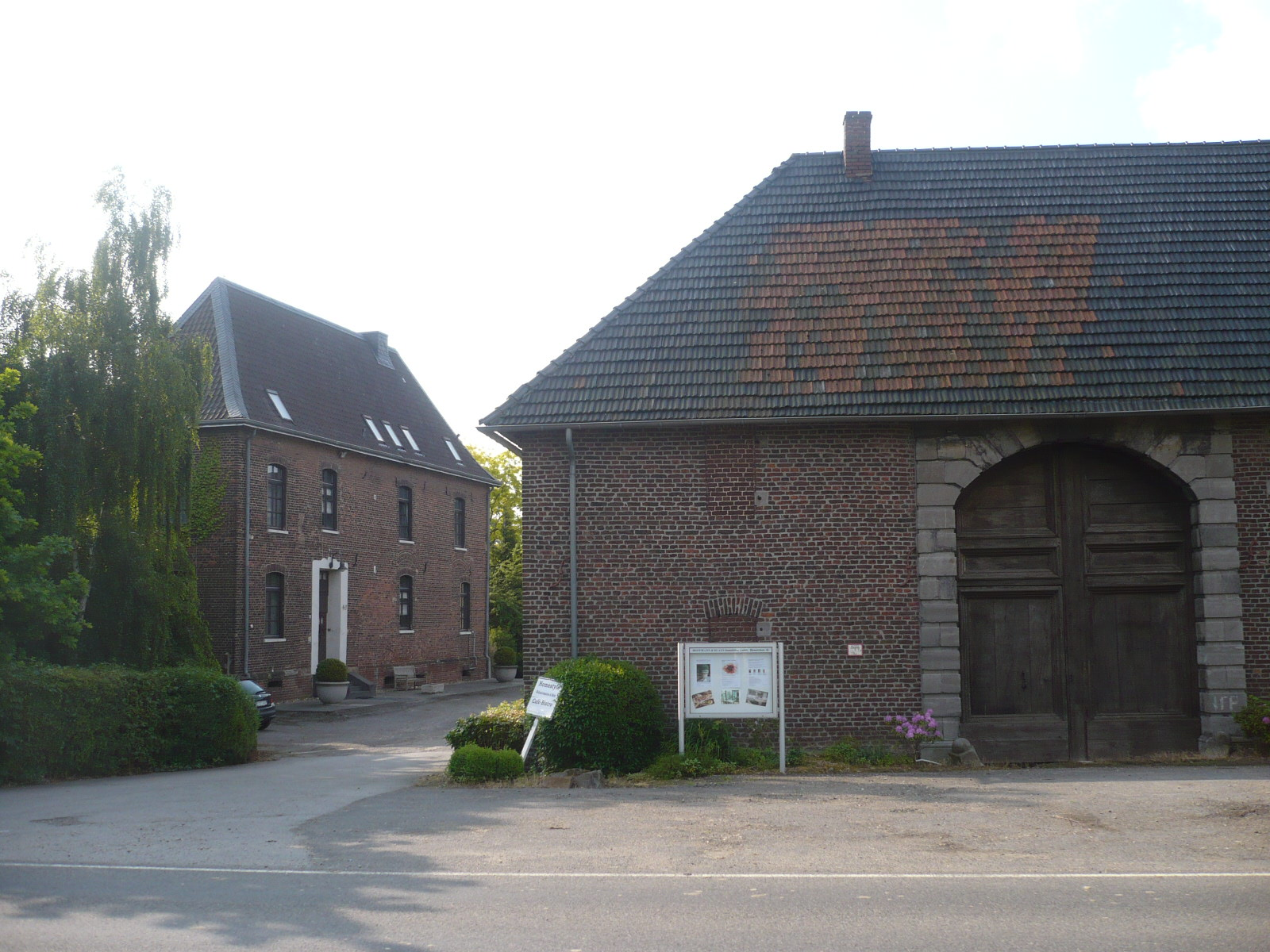
Подворье Латум, Ланк-Латум
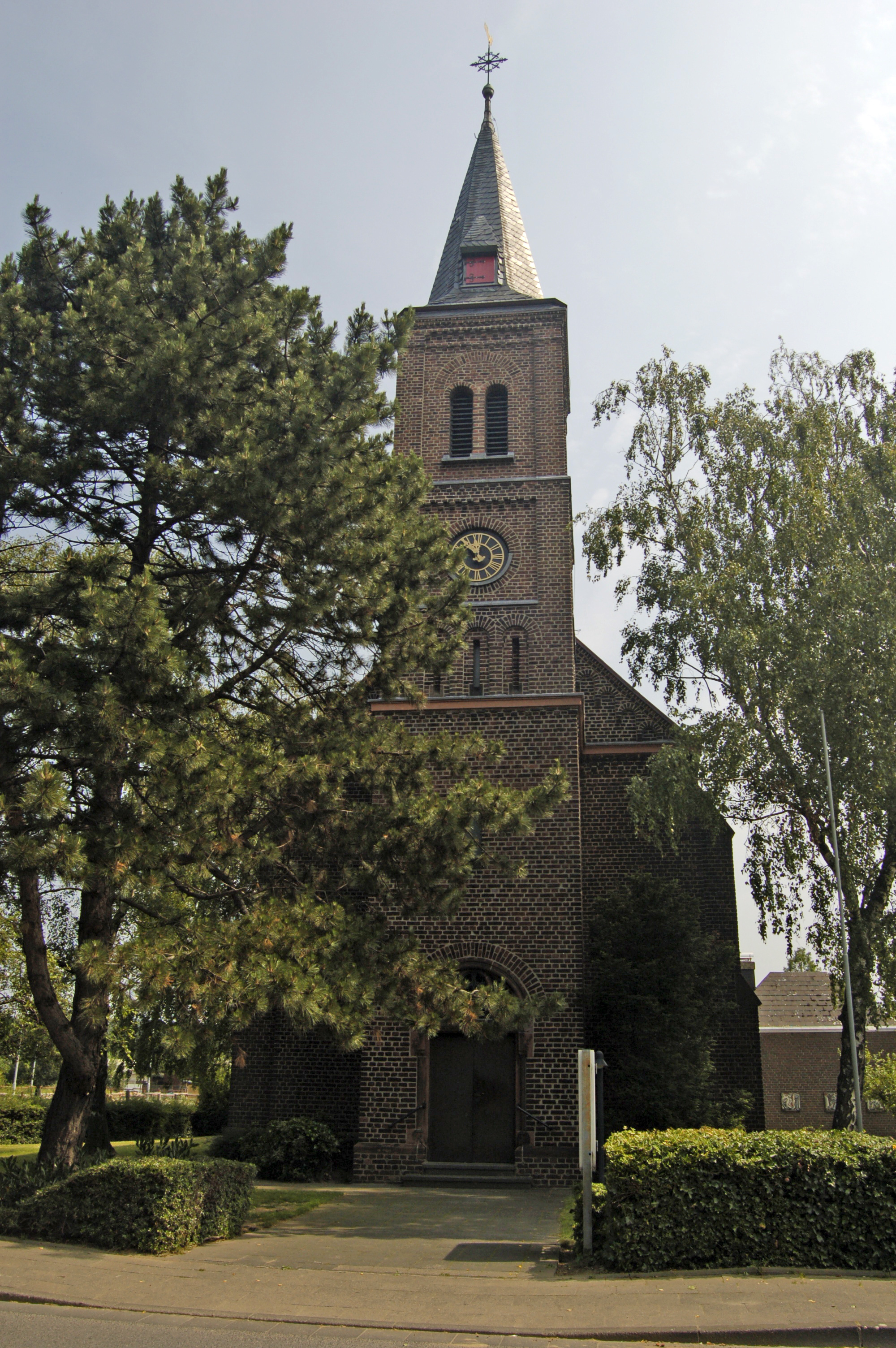
Церковь св. Кириака, Нирс
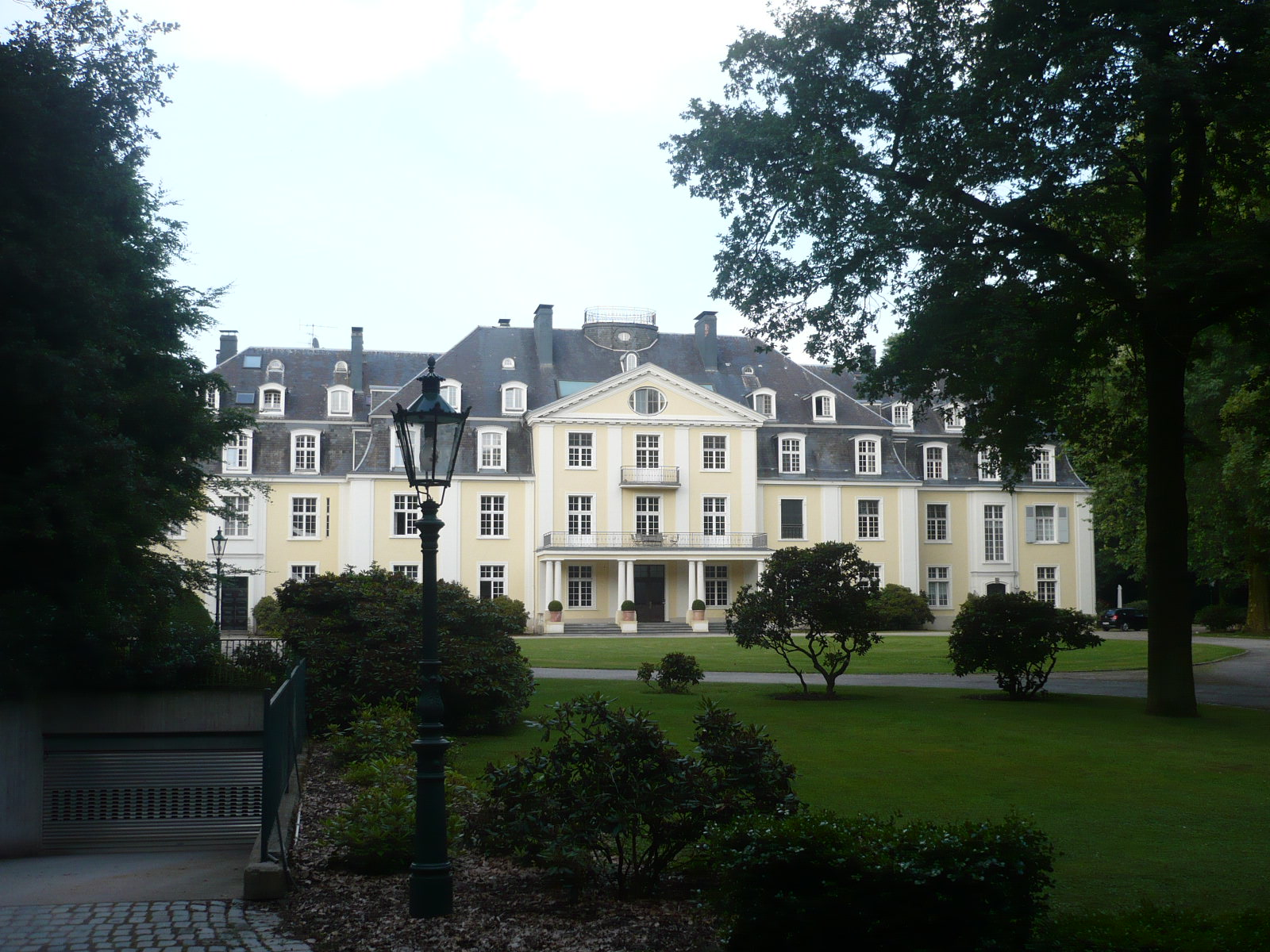
Замок Пеш, Оссум-Бёзингховен
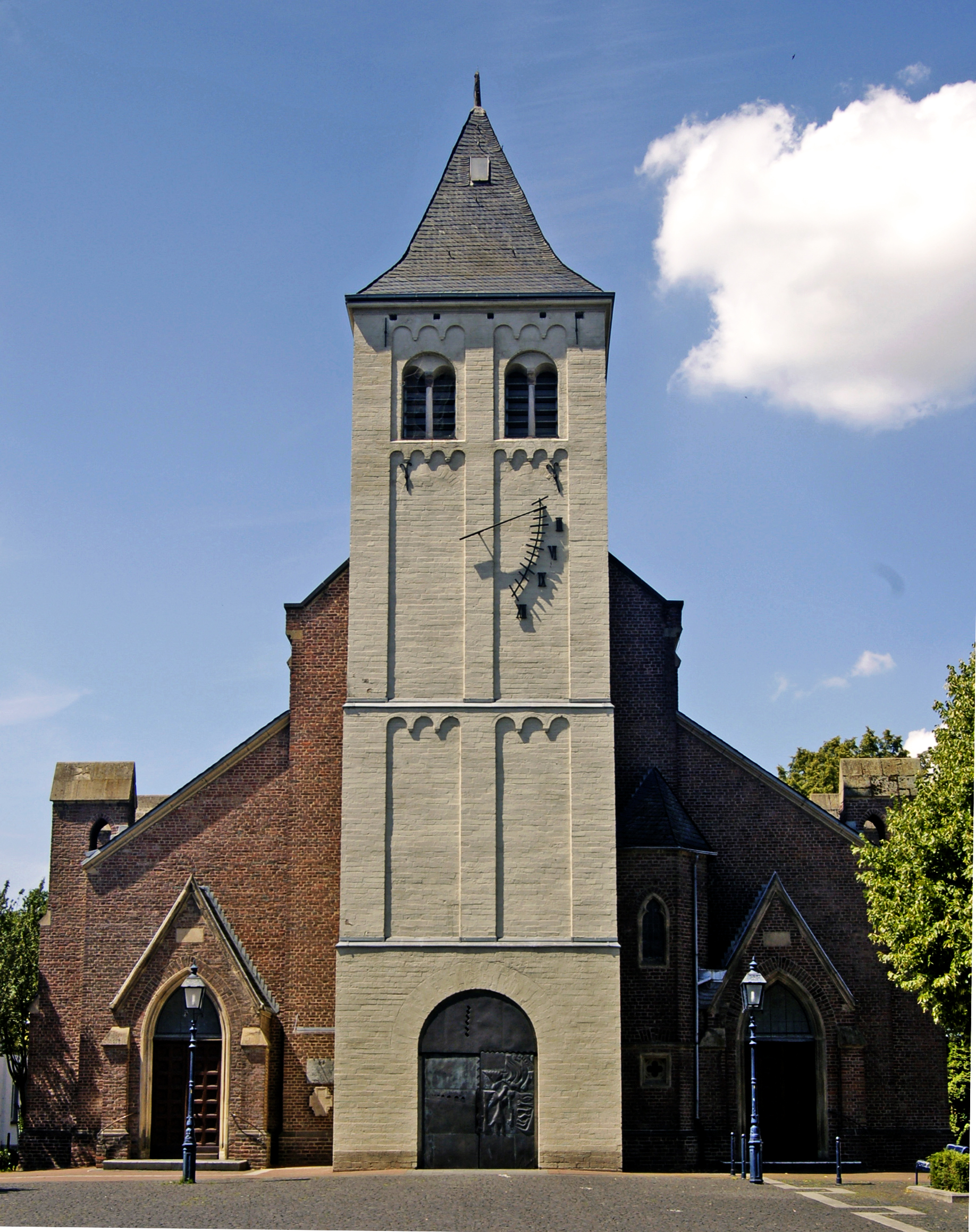
Церковь св. Николая, Остерат
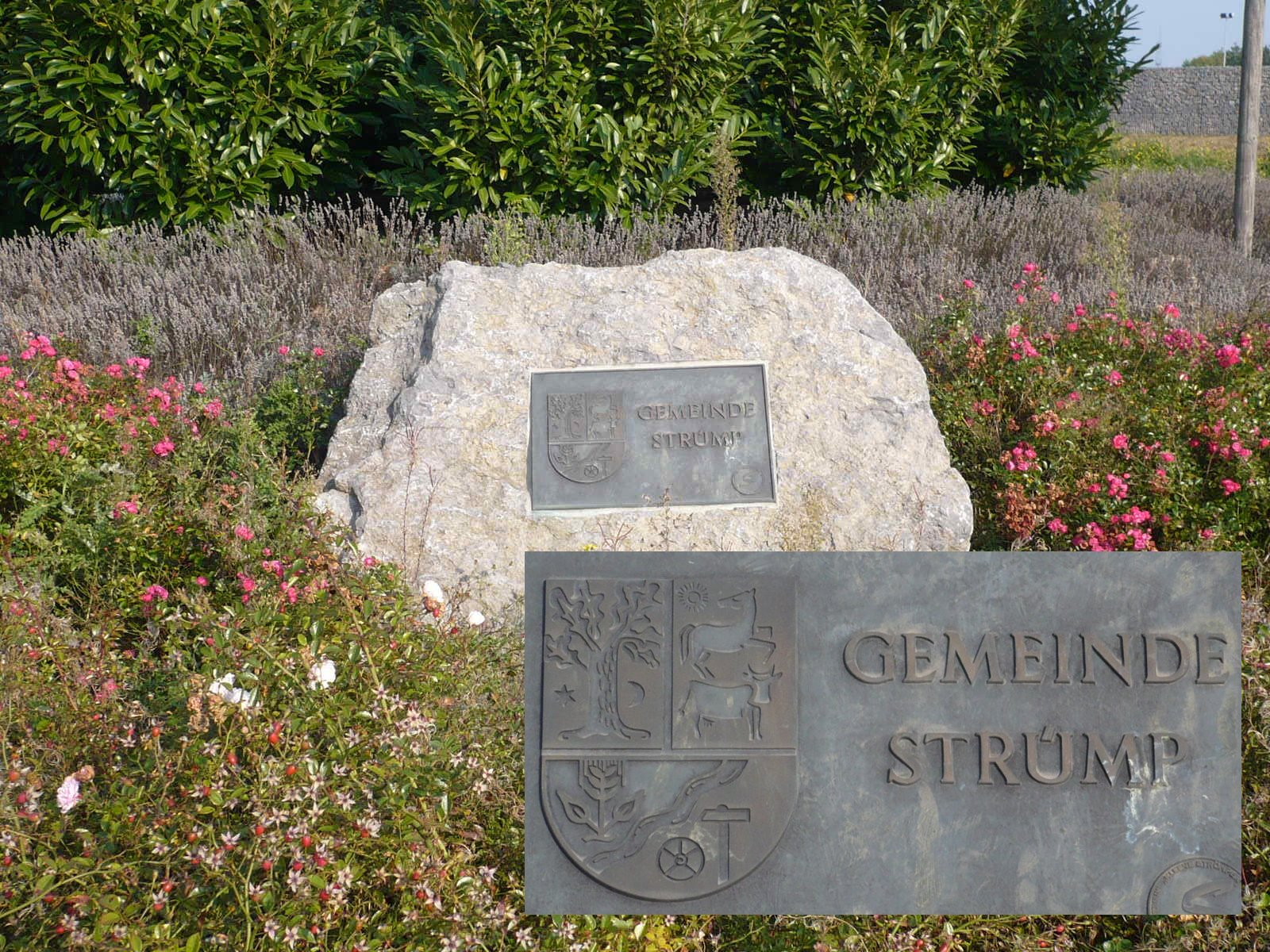
Памятный знак общины, Штрюмп